# Balthazar Getty
Paul Balthazar Getty (Los Angeles, 22 de janeiro de 1975) é um ator norte-americano.

## Biografia
Balthazar nasceu em Los Angeles, filho de John Paul Getty III e Gisela Schmidt. Entrou para o cinema após ter sido descoberto por um caça-talentos durante as aulas de arte na escola e foi convidado para participar do teste do filme O Senhor das Moscas. Após este filme, Balthazar participou de filmes como "Assassinos por Natureza" de Oliver Stone e "Jovens Demais Para Morrer". Na televisão, antes de entrar para o elenco de Brothers & Sisters, atuou nas séries Alias e Charmed.
Balthazar atuou também no filme "Brigada 49", onde contracenou com Joaquin Phoenix e John Travolta. O ator também tem uma produtora, chamada 5150, e além de atuar, ajudou a co-produzir o filme "Sombra Assassina".
Além de tudo, Balthazar também possui talento musical. Ele lançou o seu primeiro álbum em 2004 com Scott Thomas e sua banda, Ringside.
Recebeu cinco nomeações: uma do Satellite Awards, em 2005, na categoria "Melhor Ator Coadjuvante em série, mini-série ou filme para TV"; uma no "Young Artist Awards" em 1992 na categoria "Melhor Ator em Filme" e três nominações no ano anterior, 1991, nas categorias "Melhor Ator em Filme", "Melhor Ator Coadjuvante em Filme" e "Melhor Elenco de Grupo Musical em Filme". Este último foi dividido com outros atores.

## Vida pessoal
Balthazar foi casado com a estilista Rosetta Millington entre 2000 e 2008, com quem teve quatro filhos, Cassius (nascido em 2000), Grace (nascida em 2001), Violet (nascida em 2003) e June (nascido em 2007).